# Lebia
Lebia is een geslacht van kevers uit de familie van de loopkevers (Carabidae). De wetenschappelijke naam van het geslacht is voor het eerst geldig gepubliceerd in 1802 door Latreille.

## Soorten
Het geslacht Lebia omvat de volgende soorten:
- Lebia abdita Madge, 1967
- Lebia abdominalis Chaudoir, 1843
- Lebia acutangula Jordan, 1894
- Lebia adamantina Peringuey, 1896
- Lebia adusta Baehr, 2004
- Lebia aegra Chaudoir, 1871
- Lebia aerea (Jeannel, 1949)
- Lebia aethiopica Chaudoir, 1876
- Lebia aglaia Andrewes, 1930
- Lebia agnata Chaudoir, 1871
- Lebia albidipennis Chaudoir, 1878
- Lebia albosinuata (Putzeys, 1846)
- Lebia albovariegata (Chaudoir, 1871)
- Lebia allardi Basilewsky, 1963
- Lebia alluaudana Jeannel, 1949
- Lebia alluaudi (Jeannel, 1949)
- Lebia amabilicolor Lorenz, 1998
- Lebia amabilis (Chaudoir, 1871)
- Lebia ambreana (Jeannel, 1949)
- Lebia amoenula (Chaudoir, 1871)
- Lebia analis Dejean, 1825
- Lebia anchorago Chaudoir, 1871
- Lebia anchoralis Basilewsky, 1949
- Lebia anchorifera (Chaudoir, 1871)
- Lebia andina Liebke, 1939
- Lebia andreinii Straneo, 1943
- Lebia andrewesi Jedlicka, 1933
- Lebia androyana (Jeannel, 1949)
- Lebia angolana Basilewsky, 1949
- Lebia angulata Dejean, 1831
- Lebia angusticollis Putzeys, 1846
- Lebia angustula Oberthur, 1883
- Lebia annuligera Chaudoir, 1871
- Lebia annulipennis Putzeys, 1846
- Lebia antanosy (Jeannel, 1949)
- Lebia antelobata (Basilewsky, 1955)
- Lebia apicalis Chevrolat, 1834
- Lebia apicefusca Barker, 1922
- Lebia arcuata (Reiche et Saulcy, 1855)
- Lebia argutula (Chaudoir, 1871)
- Lebia arietis Bates, 1883
- Lebia arisana Jedlicka, 1951
- Lebia arizonica Schaeffer, 1910
- Lebia armata Liebke, 1935
- Lebia arrowi Jedlicka, 1934
- Lebia ascendens Chaudoir, 1871
- Lebia asterisca Chaudoir, 1871
- Lebia atricapillus Liebke, 1931
- Lebia atriceps Leconte, 1863
- Lebia atripennis Baehr, 2004
- Lebia atriventris Say, 1823
- Lebia atsima Alluaud, 1936
- Lebia auberti Fairmaire, 1892
- Lebia australica Baehr, 2004
- Lebia aviatica Liebke, 1935
- Lebia azteca Reichardt, 1972
- Lebia azurea Solier, 1849
- Lebia baconi (Chaudoir, 1871)
- Lebia badakschana Jedlicka, 1956
- Lebia balli Reichardt, 1972
- Lebia balteata Heyden, 1886
- Lebia barda Darlington, 1968
- Lebia basalis Chaudoir, 1852
- Lebia basiguttata Motschulsky, 1864
- Lebia baturitea Reichardt, 1972
- Lebia bella Andrewes, 1938
- Lebia benoiti (Basilewsky, 1952)
- Lebia biannulata Chaudoir, 1871
- Lebia bicolor (Sloane, 1907)
- Lebia bicurvata Liebke, 1938
- Lebia bifasciata Dejean, 1825
- Lebia bifenestrata A. Morawitz, 1862
- Lebia biforis Bates, 1883
- Lebia bifossifrons Basilewsky, 1962
- Lebia bilineata Motschulsky, 1859
- Lebia binotata Buquet, 1834
- Lebia bioculata Boheman, 1858
- Lebia biplagiata Motschulsky, 1864
- Lebia biplagiatella Csiki, 1932
- Lebia bipunctata Chevrolat, 1835
- Lebia birai Reichardt, 1972
- Lebia bisbinotata Murray, 1857
- Lebia bitaeniata Chevrolat, 1834
- Lebia bivittata (Fabricius, 1798)
- Lebia bivitticollis Bates, 1883
- Lebia bivulnerata Motschulsky, 1864
- Lebia bohumilae (Basilewsky, 1956)
- Lebia boliviana Liebke, 1938
- Lebia boliviensis (Chaudoir, 1871)
- Lebia boysii Chaudoir, 1850
- Lebia brachinoides Reiche, 1842
- Lebia breuningi Basilewsky, 1948
- Lebia brevilimbata Pic, 1922
- Lebia brisbanensis Baehr, 2004
- Lebia bruchi Liebke, 1936
- Lebia brunneipennis Jeannel, 1949
- Lebia bumeliae Schaeffer, 1910
- Lebia caeca Gory, 1833
- Lebia caligula (Reichardt, 1971)
- Lebia callanga Liebke, 1935
- Lebia calliope Bates, 1883
- Lebia calliparis Bates, 1883
- Lebia callitrema Bates, 1889
- Lebia calomicra Bates, 1891
- Lebia calycina Gerstaecker, 1866
- Lebia calycophora Schmidt-Goebel, 1846
- Lebia campania Andrewes, 1933
- Lebia cannae Steinheil, 1875
- Lebia capensis Chaudoir, 1835
- Lebia cardoni Bates, 1892
- Lebia catalai (Jeannel, 1949)
- Lebia centromaculata Putzeys, 1846
- Lebia cerrutii (Basilewsky, 1953)
- Lebia chacoensis Liebke, 1935
- Lebia chalcoma Andrewes, 1947
- Lebia chalcoptera Gemminger & Harold, 1868
- Lebia chalybe Bates, 1883
- Lebia chalybeipennis R.F.Sahlberg, 1844
- Lebia championi (Bates, 1883)
- Lebia charilla Bates, 1883
- Lebia charina Bates, 1878
- Lebia charisma Liebke, 1938
- Lebia chaudoiri (Alluaud, 1932)
- Lebia chelostigma Bates, 1883
- Lebia chinensis Boheman, 1858
- Lebia chiponica Jedlicka, 1939
- Lebia chiriquensis Bates, 1883
- Lebia chlorocephala (J.J. Hoffmann, 1803)
- Lebia chloroptera Chaudoir, 1835
- Lebia chlorotica Dejean, 1831
- Lebia chopimana Liebke, 1938
- Lebia chrysis Reitter, 1892
- Lebia chrysomyia Bates, 1888
- Lebia chyulana Basilewsky, 1948
- Lebia circumdata Schmidt-Goebel, 1846
- Lebia clarissa Andrewes, 1929
- Lebia clavata Liebke, 1929
- Lebia clio Bates, 1883
- Lebia c-nigrum Putzeys, 1846
- Lebia coelestis Bates, 1888
- Lebia coelina Bates, 1883
- Lebia coerulea Buquet, 1834
- Lebia cognata Chaudoir, 1871
- Lebia cognatella Lorenz, 1998
- Lebia collaris Dejean, 1826
- Lebia colmanti Burgeon, 1937
- Lebia comorica (Jeannel, 1949)
- Lebia concinna Brulle, 1838
- Lebia confusa Chaudoir, 1871
- Lebia confusula Chaudoir, 1871
- Lebia congoana Burgeon, 1937
- Lebia congrua Peringuey, 1896
- Lebia congruens Peringuey, 1899
- Lebia conjugata Motschulsky, 1864
- Lebia consobrina Jeannel, 1949
- Lebia consors (Peringuey, 1899)
- Lebia consularis Chaudoir, 1871
- Lebia contaminata Mannerheim, 1837
- Lebia contigua Chaudoir, 1871
- Lebia coptoderina Bates, 1883
- Lebia coptoderopsis Burgeon, 1937
- Lebia corcula Bates, 1878
- Lebia cordelia Bates, 1883
- Lebia cordifer Darlington, 1968
- Lebia coronata Liebke, 1938
- Lebia costaricensis Liebke, 1935
- Lebia costulata (Bates, 1883)
- Lebia crinalis Liebke, 1939
- Lebia croceicollis Bates, 1883
- Lebia cruciata Landin, 1955
- Lebia crucifera Boheman, 1860
- Lebia cruciferella Kuntzen, 1919
- Lebia cruralis Basilewsky, 1948
- Lebia cruxminor (Linne, 1758)
- Lebia cucphuongensis Kirschenhofer, 2010
- Lebia cumanensis Putzeys, 1846
- Lebia cuonaensis Yu, 1981
- Lebia cupripennis Chaudoir, 1850
- Lebia cursor Chaudoir, 1871
- Lebia curvipicta Liebke, 1935
- Lebia cyane (Bates, 1883)
- Lebia cyanipennis Dejean, 1831
- Lebia cyanocephala (Linne, 1758)
- Lebia cyanytheana Basilewsky, 1968
- Lebia cyclopica Reichardt, 1972
- Lebia cymindoides Bates, 1883
- Lebia daguerrei Liebke, 1939
- Lebia damarica Kuntzen, 1919
- Lebia darlingtoni Louwerens, 1953
- Lebia darlingtoniana Baehr, 2004
- Lebia debilis Peringuey, 1896
- Lebia decellei Basilewsky, 1968
- Lebia decemmaculata (Chaudoir, 1871)
- Lebia deceptrix Madge, 1967
- Lebia declivis Liebke, 1934
- Lebia decolor (Bates, 1883)
- Lebia decorsei Alluaud, 1936
- Lebia delineata Brulle, 1838
- Lebia dentata Chaudoir, 1871
- Lebia denticulata Chaudoir, 1871
- Lebia dentipicta Liebke, 1938
- Lebia deplanata Gerstaecker, 1866
- Lebia desaegeri Basilewsky, 1962
- Lebia dichroma Andrewes, 1923
- Lebia diegana Alluaud, 1897
- Lebia diehli Liebke, 1951
- Lebia discernenda Chaudoir, 1871
- Lebia disconotata (Chaudoir, 1871)
- Lebia discophora (Chaudoir, 1871)
- Lebia discopicta (Chaudoir, 1871)
- Lebia discrepans Peringuey, 1899
- Lebia distigma Liebke, 1934
- Lebia distinctenotata (Basilewsky, 1956)
- Lebia distinguenda Putzeys, 1846
- Lebia ditissima Bates, 1883
- Lebia divisa LeConte, 1850
- Lebia dolorosa (Basilewsky, 1956)
- Lebia dorsalis Dejean, 1826
- Lebia dubia Peringuey, 1896
- Lebia dugesi Bates, 1883
- Lebia duillia Bates, 1883
- Lebia duodecimpunctata Dejean, 1831
- Lebia duplex Bates, 1883
- Lebia durbanensis Barker, 1922
- Lebia eberti Jedlicka, 1965
- Lebia eburata (Bates, 1883)
- Lebia edentata Baehr, 2007
- Lebia edithae Reitter, 1914
- Lebia elegans Gory, 1833
- Lebia elegantissima Lutshnik, 1922
- Lebia elegantula (Chaudoir, 1871)
- Lebia elimata Liebke, 1939
- Lebia elisabethana Burgeon, 1937
- Lebia emblemata Liebke, 1938
- Lebia emendata Liebke, 1939
- Lebia endynomena Darlington, 1968
- Lebia ephippiata Andrewes, 1933
- Lebia epigramma Liebke, 1938
- Lebia epiphaea Chaudoir, 1871
- Lebia erotyloides Reichardt, 1972
- Lebia erythreensis Basilewsky, 1947
- Lebia estebana Liebke, 1935
- Lebia esurialis Casey, 1920
- Lebia evicta Peringuey, 1904
- Lebia exarata (Kirsch, 1873)
- Lebia exigua Kirsch, 1873
- Lebia exiguella Lorenz, 1998
- Lebia exilis Andrewes, 1947
- Lebia eximia Peringuey, 1896
- Lebia exsanguis Bates, 1886
- Lebia externa Darlington, 1968
- Lebia extrema Bates, 1883
- Lebia fabriziobattonii Kirschenhofer, 1986
- Lebia fallaciosa Baehr, 2004
- Lebia fasciata (Sturm, 1843)
- Lebia fasciola (Fabricius, 1801)
- Lebia fassatii Jedlicka, 1951
- Lebia fatua Liebke, 1938
- Lebia fenestrata (Chaudoir, 1871)
- Lebia festinans Liebke, 1935
- Lebia festiva Faldermann, 1836
- Lebia figurata (Chaudoir, 1871)
- Lebia fimbriolata Bates, 1883
- Lebia flammea Bates, 1883
- Lebia flavipes Chaudoir, 1871
- Lebia flavofasciata Brulle, 1838
- Lebia flavoguttata Chaudoir, 1871
- Lebia flavopicta Liebke, 1938
- Lebia flohri Bates, 1883
- Lebia focki Kuntzen, 1919
- Lebia formosana Jedlicka, 1946
- Lebia fortuita Peringuey, 1899
- Lebia foveipennis Baehr, 2004
- Lebia franzi Mateu, 1970
- Lebia fraterna Peringuey, 1896
- Lebia frenata (Chaudoir, 1871)
- Lebia freudei Jedlicka, 1966
- Lebia fruhstorferi Liebke, 1938
- Lebia fukiensis Jedlicka, 1953
- Lebia fulvicollis (Fabricius, 1792)
- Lebia fumata (Chaudoir, 1878)
- Lebia furcatula Liebke, 1934
- Lebia fusca A. Morawitz, 1863
- Lebia fuscata Dejean, 1825
- Lebia fusciceps Chaudoir, 1871
- Lebia fuscula Chaudoir, 1871
- Lebia gabonica Chaudoir, 1871
- Lebia gansuensis Jedlicka, 1933
- Lebia garambae Basilewsky, 1962
- Lebia gaudichaudi Castelnau, 1835
- Lebia gemina Baehr, 2004
- Lebia gentilis (Peringuey, 1896)
- Lebia ghesquierei Basilewsky, 1949
- Lebia gibba Darlington, 1935
- Lebia gloriosa Liebke, 1938
- Lebia goniessa Bates, 1883
- Lebia goudoti (Chaudoir, 1871)
- Lebia gounellei Liebke, 1935
- Lebia grammica Perty, 1830
- Lebia granaria Putzeys, 1846
- Lebia grandis Hentz, 1830
- Lebia graphica Liebke, 1938
- Lebia grata Liebke, 1939
- Lebia gratiosa (Chaudoir, 1871)
- Lebia gressoria Chaudoir, 1871
- Lebia guatemalena (Bates, 1883)
- Lebia guttata Motschulsky, 1864
- Lebia guttula Leconte, 1851
- Lebia guyanensis Chaudoir, 1871
- Lebia haitiana Darlington, 1935
- Lebia halli Basilewsky, 1948
- Lebia halmaherae Baehr, 2010
- Lebia hamata Liebke, 1938
- Lebia handenia Basilewsky, 1962
- Lebia haplomera Chaudoir, 1871
- Lebia heraldica Bates, 1883
- Lebia hexasticta (Liebke, 1935)
- Lebia heydeni Putzeys, 1846
- Lebia heyrovskyi Jedlicka, 1933
- Lebia hikosana Habu, 1955
- Lebia hilaris (Chaudoir, 1871)
- Lebia hirsutula Basilewsky, 1962
- Lebia histrionica Bates, 1883
- Lebia hoegei (Bates, 1883)
- Lebia holomera Chaudoir, 1871
- Lebia horni Liebke, 1934
- Lebia howdeni Reichardt, 1972
- Lebia humeralis Dejean, 1825
- Lebia humeroguttata (Chaudoir, 1871)
- Lebia humpatensis (Bates, 1889)
- Lebia hypoxantha Gerstaecker, 1866
- Lebia idae Bates, 1873
- Lebia ignita Bates, 1883
- Lebia illustris Liebke, 1938
- Lebia imitator Peringuey, 1896
- Lebia immaculata Boheman, 1848
- Lebia imperfecta Liebke, 1934
- Lebia inbio Erwin, 2000
- Lebia incohaerens Chaudoir, 1871
- Lebia incommoda Chaudoir, 1871
- Lebia inconspicua Peringuey, 1896
- Lebia inconstans Bates, 1883
- Lebia indagacea Fairmaire, 1904
- Lebia indica Liebke, 1938
- Lebia inedita Peringuey, 1904
- Lebia inornata Baehr, 2004
- Lebia insecticollis Landin, 1955
- Lebia insidiosa Peringuey, 1896
- Lebia insularis Boheman, 1859
- Lebia insularum Darlington, 1968
- Lebia insulata Madge, 1967
- Lebia intermedia (Chaudoir, 1871)
- Lebia invicta Peringuey, 1896
- Lebia iolanthe Bates, 1883
- Lebia irakensis Jedlicka, 1963
- Lebia irregularis Chaudoir, 1871
- Lebia ivorensis Basilewsky, 1968
- Lebia jacksoni Basilewsky, 1948
- Lebia jeanneli Liebke, 1935
- Lebia jedlickai Liebke, 1935
- Lebia jucunda Kirsch, 1873
- Lebia jureceki Jedlicka, 1933
- Lebia kalabe (Jeannel, 1949)
- Lebia kalosa (Jeannel, 1949)
- Lebia karenia Bates, 1892
- Lebia katangana (Basilewsky, 1953)
- Lebia kayetea Liebke, 1935
- Lebia kivuensis Burgeon, 1937
- Lebia klapperichi Jedlicka, 1953
- Lebia klickai Jedlicka, 1933
- Lebia lacerata Chaudoir, 1871
- Lebia lacerta Andrewes, 1929
- Lebia laetula Chaudoir, 1871
- Lebia lapaza Liebke, 1935
- Lebia lata Landin, 1955
- Lebia lateplagiata Basilewsky, 1949
- Lebia laticollis Baehr, 2004
- Lebia latifascia Chaudoir, 1871
- Lebia latiuscula (Chaudoir, 1871)
- Lebia lauta Liebke, 1938
- Lebia lebisi (Jeannel, 1949)
- Lebia lecontei Madge, 1967
- Lebia lecta G.Horn, 1885
- Lebia leleupi Basilewsky, 1951
- Lebia lemoulti Basilewsky, 1948
- Lebia lepida Brulle, 1834
- Lebia leprieuri Dejean, 1831
- Lebia leptodera (Chaudoir, 1871)
- Lebia lesnei Liebke, 1935
- Lebia leucaspis Andrewes, 1936
- Lebia levicula Liebke, 1938
- Lebia libita Liebke, 1938
- Lebia limbata Steinheil, 1875
- Lebia lindemannae Jedlicka, 1963
- Lebia lineola Andrewes, 1929
- Lebia lividipennis (Chaudoir, 1878)
- Lebia lobulata Leconte, 1863
- Lebia longiloba Chaudoir, 1871
- Lebia longipennis Putzeys, 1846
- Lebia lualabana (Basilewsky, 1953)
- Lebia lubrica Liebke, 1938
- Lebia lucidicollis (Jeannel, 1949)
- Lebia lucilla Reitter, 1898
- Lebia lunigera Andrewes, 1933
- Lebia luteocincta Chaudoir, 1871
- Lebia luteofasciata Chaudoir, 1871
- Lebia luzoensis Jedlicka, 1933
- Lebia lytata Motschulsky, 1864
- Lebia macromaculata Mateu, 1993
- Lebia maculicollis Putzeys, 1846
- Lebia madagascariensis Chaudoir, 1850
- Lebia madecassa Alluaud, 1936
- Lebia marani Jedlicka, 1933
- Lebia maraniana Kult, 1943
- Lebia marginata (Geoffroy, 1785)
- Lebia marginicollis Dejean, 1825
- Lebia masaica Basilewsky, 1962
- Lebia mathani Reichardt, 1972
- Lebia maya Bates, 1883
- Lebia maynei Burgeon, 1937
- Lebia mayumbensis Basilewsky, 1967
- Lebia meghalayaensis Kirschenhofer, 2012
- Lebia meinkeana Jedlicka, 1965
- Lebia melanacra (Chaudoir, 1878)
- Lebia melanocephala (Chaudoir, 1871)
- Lebia melanocrepis (Bates, 1883)
- Lebia melanonota Chaudoir, 1871
- Lebia melanoptera Chaudoir, 1871
- Lebia melantho Bates, 1883
- Lebia melanura Dejean, 1831
- Lebia menetriesi Ballion, 1869
- Lebia mesostigma Bates, 1883
- Lebia mesoxantha (Kirsch, 1873)
- Lebia microtes Bates, 1883
- Lebia minarum Putzeys, 1846
- Lebia mindanaensis Jedlicka, 1933
- Lebia miniata Lorenz, 1998
- Lebia minima Peringuey, 1899
- Lebia minuscula Liebke, 1938
- Lebia minuta Chaudoir, 1871
- Lebia minutula Basilewsky, 1949
- Lebia mira Basilewsky, 1948
- Lebia mirabilis Bates, 1883
- Lebia mirabunda Liebke, 1938
- Lebia mirana Alluaud, 1936
- Lebia miranda (G.Horn, 1872)
- Lebia mirifica Jedlicka, 1956
- Lebia misabena Basilewsky, 1968
- Lebia miwai Jedlicka, 1951
- Lebia mocoronga Reichardt, 1972
- Lebia modesta Boheman, 1848
- Lebia moesta Leconte, 1850
- Lebia monostigma Andrewes, 1923
- Lebia monteithi Baehr, 2004
- Lebia monticola Barker, 1919
- Lebia montivaga Liebke, 1938
- Lebia mushai Jedlicka, 1951
- Lebia myops Dejean, 1831
- Lebia nanna Jeannel, 1949
- Lebia natalensis Chaudoir, 1871
- Lebia natalis Peringuey, 1899
- Lebia neanthe Bates, 1883
- Lebia nebulosa (Chaudoir, 1871)
- Lebia nemoralis Chaudoir, 1871
- Lebia nepalensis Kirschenhofer, 2010
- Lebia nevermanni Liebke, 1939
- Lebia nigra (Peringuey, 1896)
- Lebia nigricapitata Madge, 1967
- Lebia nigriceps Chaudoir, 1871
- Lebia nigrita Darlington, 1935
- Lebia nigrocincta (Basilewsky, 1956)
- Lebia nigrofasciata Putzeys, 1846
- Lebia nigrolineata Reiche, 1842
- Lebia nigromaculata Gory, 1833
- Lebia nigromarginata (Chaudoir, 1871)
- Lebia nigropicta (Chaudoir, 1871)
- Lebia nilotica Chaudoir, 1871
- Lebia nobilis Boheman, 1848
- Lebia novabritannica Baehr, 2004
- Lebia novemmaculata (Liebke, 1928)
- Lebia nubicola Darlington, 1939
- Lebia nyamukubiensis Burgeon, 1937
- Lebia obenbergeri Jedlicka, 1933
- Lebia obesa (Jeannel, 1949)
- Lebia obliquata Dejean, 1831
- Lebia obscurata Liebke, 1940
- Lebia obscuriceps Chaudoir, 1871
- Lebia obsoleta Chaudoir, 1871
- Lebia obtusa (Jeannel, 1949)
- Lebia ocellata Andrewes, 1933
- Lebia ocelligera (Bates, 1883)
- Lebia ohausi Liebke, 1939
- Lebia olivacea Chaudoir, 1850
- Lebia oliviella Bates, 1883
- Lebia olsoufieffi (Jeannel, 1949)
- Lebia omophoita Reichardt, 1972
- Lebia omostigma Chaudoir, 1871
- Lebia omoxantha Alluaud, 1936
- Lebia opima (Liebke, 1939)
- Lebia orissa Basilewsky, 1962
- Lebia ornamentalis Liebke, 1938
- Lebia ornata Say, 1823
- Lebia pallida Reichardt, 1972
- Lebia pallipes Gory, 1833
- Lebia papuella Darlington, 1968
- Lebia papuensis W.J.Macleay, 1876
- Lebia paramicola Moret, 2005
- Lebia parvicollis Jeannel, 1949
- Lebia passoura Reichardt, 1972
- Lebia pauliana Liebke, 1938
- Lebia pectita G.Horn, 1885
- Lebia peguensis Jedlicka, 1965
- Lebia pendula Putzeys, 1846
- Lebia peregrinator Peringuey, 1896
- Lebia perinetana (Jeannel, 1949)
- Lebia perita Casey, 1920
- Lebia permutata Baehr, 2004
- Lebia perpallida Madge, 1967
- Lebia perrieri Jeannel, 1949
- Lebia perspicillaris (Chaudoir, 1871)
- Lebia peruana Lutshnik, 1922
- Lebia pervicina Lorenz, 1998
- Lebia phantasma Peringuey, 1904
- Lebia phonsavan Kirschenhofer, 2012
- Lebia picea (Jeannel, 1949)
- Lebia picicollis Chaudoir, 1871
- Lebia picipennis Motschulsky, 1864
- Lebia picolina Liebke, 1935
- Lebia picta Steinheil, 1875
- Lebia pictipennis (Chaudoir, 1871)
- Lebia pilula Liebke, 1938
- Lebia pimalis (Casey, 1920)
- Lebia piresa (Liebke, 1935)
- Lebia placida Basilewsky, 1949
- Lebia planiuscula Chaudoir, 1871
- Lebia platensis (Chaudoir, 1871)
- Lebia plaumanni Liebke, 1938
- Lebia pleuritica Leconte, 1848
- Lebia pleurodera Chaudoir, 1871
- Lebia poecilura Bates, 1883
- Lebia princeps Chaudoir, 1852
- Lebia promontorii Peringuey, 1908
- Lebia pseudogabonica Basilewsky, 1949
- Lebia pseudolytata Basilewsky, 1949
- Lebia pubipennis L. Dufour, 1820
- Lebia puella Dejean, 1831
- Lebia pujoli Reichardt, 1972
- Lebia pulchella Dejean, 1826
- Lebia pulla (Chaudoir, 1871)
- Lebia pumila Dejean, 1831
- Lebia punctata Gebler, 1843
- Lebia puncticollis (Jeannel, 1949)
- Lebia purkynei Jedlicka, 1933
- Lebia pusilla Brulle, 1838
- Lebia pusillima Lorenz, 1998
- Lebia putzeysi Bedel, 1878
- Lebia quadratica Liebke, 1935
- Lebia quadraticollis Liebke, 1938
- Lebia quadriannulata (Bates, 1878)
- Lebia quadricolor Chevrolat, 1834
- Lebia quadrimaculata (Motschulsky, 1864)
- Lebia quadrinotata Chevrolat, 1835
- Lebia quadriplagiata (Chaudoir, 1871)
- Lebia quadritincta Chaudoir, 1871
- Lebia quinquenotata Chaudoir, 1871
- Lebia quipapa Reichardt, 1972
- Lebia reflexicollis Chaudoir, 1843
- Lebia renalis Liebke, 1935
- Lebia resurgens Chaudoir, 1871
- Lebia reticulata Liebke, 1938
- Lebia retrofasciata Motschulsky, 1864
- Lebia retusa Bates, 1883
- Lebia reventazonica Liebke, 1936
- Lebia rhodope Bates, 1883
- Lebia rhombifera Louwerens, 1953
- Lebia rhyticrania Chaudoir, 1871
- Lebia riedeli Liebke, 1939
- Lebia ripicola Kuntzen, 1919
- Lebia rotundipennis Putzeys, 1846
- Lebia roubali Jedlicka, 1951
- Lebia rufa Jeannel, 1949
- Lebia ruficeps (Chaudoir, 1871)
- Lebia rufipes Dejean, 1825
- Lebia rufolimbata (Chaudoir, 1871)
- Lebia rufopleura Schaeffer, 1910
- Lebia rufopyga (Chaudoir, 1871)
- Lebia rufosutura Motschulsky, 1864
- Lebia rugatifrons (Chaudoir, 1871)
- Lebia rugiceps Brulle, 1838
- Lebia rugifrons Dejean, 1831
- Lebia rutilia Bates, 1883
- Lebia rutilicollis Reitter, 1915
- Lebia ruwenzorica Burgeon, 1937
- Lebia sagarana Reichardt, 1972
- Lebia sahy (Jeannel, 1949)
- Lebia salomona Baehr, 2004
- Lebia sandaligera Bates, 1873
- Lebia scalata Liebke, 1935
- Lebia scalpta Bates, 1883
- Lebia scapula G.Horn, 1885
- Lebia scapularis (Geoffroy, 1785)
- Lebia schmidtgoebeli Lorenz, 1998
- Lebia schoutedeni Burgeon, 1937
- Lebia scitula Chaudoir, 1871
- Lebia scripta (Castelnau, 1834)
- Lebia sculpticollis Liebke, 1939
- Lebia scutellata Putzeys, 1846
- Lebia sebakuana Peringuey, 1908
- Lebia securigera (Chaudoir, 1871)
- Lebia sedlaceki Baehr, 2004
- Lebia sellata Dejean, 1825
- Lebia semicyanea Fairmaire, 1901
- Lebia senegalensis Chaudoir, 1871
- Lebia sericea Liebke, 1935
- Lebia sexmaculata Buquet, 1834
- Lebia seyrigi Alluaud, 1936
- Lebia sharovae Basilewsky, 1962
- Lebia shimbana Basilewsky, 1948
- Lebia sicardi Jeannel, 1949
- Lebia sicardiana (Jeannel, 1949)
- Lebia signatipennis Perty, 1830
- Lebia silvatica (Jeannel, 1949)
- Lebia silvestris (Jeannel, 1949)
- Lebia similis Chaudoir, 1871
- Lebia simillima Chaudoir, 1871
- Lebia simoni Liebke, 1935
- Lebia simulatoria Peringuey, 1904
- Lebia sinanja Bates, 1883
- Lebia singaporensis Jedlicka, 1933
- Lebia smaragdinipennis Reiche, 1842
- Lebia smithiella Bates, 1891
- Lebia solea Hentz, 1830
- Lebia soror Chaudoir, 1871
- Lebia speciosa Peringuey, 1896
- Lebia sperabilis Peringuey, 1899
- Lebia stackelbergi Kryzhanovskij, 1987
- Lebia stappersi Burgeon, 1937
- Lebia steinbachi Liebke, 1938
- Lebia stepaneki Jedlicka, 1951
- Lebia stichai Jedlicka, 1933
- Lebia sticticeps Chaudoir, 1871
- Lebia strandi Liebke, 1939
- Lebia straneoi Basilewsky, 1948
- Lebia striata Dejean, 1831
- Lebia striaticeps Chaudoir, 1871
- Lebia striaticollis Chaudoir, 1835
- Lebia striatifrons Chaudoir, 1871
- Lebia stricticollis (Jeannel, 1949)
- Lebia subdola Madge, 1967
- Lebia subfasciata Chaudoir, 1871
- Lebia subglabra Baehr, 2004
- Lebia subgrandis Madge, 1967
- Lebia subinterrupta Chaudoir, 1871
- Lebia submaculata Motschulsky, 1864
- Lebia submetallica (Jeannel, 1949)
- Lebia subrugosa Chaudoir, 1871
- Lebia subtilis (Chaudoir, 1871)
- Lebia sulcata Dejean, 1825
- Lebia sulcatella Liebke, 1935
- Lebia sulciceps Liebke, 1935
- Lebia sulcipennis Chaudoir, 1870
- Lebia sulcipennoides Lorenz, 1998
- Lebia susterai Jedlicka, 1951
- Lebia sylvarum Bates, 1883
- Lebia syriaca Pic, 1901
- Lebia tanala Alluaud, 1936
- Lebia tanarataensis Kirschenhofer, 2003
- Lebia tanta Jedlicka, 1933
- Lebia tau Schmidt-goebel, 1846
- Lebia temburongensis Kirschenhofer, 2010
- Lebia tendicula Liebke, 1938
- Lebia tenella Peringuey, 1908
- Lebia tenenbaumi Liebke, 1938
- Lebia tericola Darlington, 1939
- Lebia terminalis Putzeys, 1846
- Lebia testacea Dejean, 1831
- Lebia testudinea (Chaudoir, 1871)
- Lebia thais Bedel, 1897
- Lebia thomsoni (Chaudoir, 1871)
- Lebia thoracella Lorenz, 1998
- Lebia tigrana Liebke, 1939
- Lebia togata Liebke, 1935
- Lebia tolteca Bates, 1883
- Lebia toroana (Liebke, 1951)
- Lebia translucens (Bates, 1883)
- Lebia transvaalensis Peringuey, 1896
- Lebia trapezicollis (Chaudoir, 1871)
- Lebia tremolerasi Liebke, 1938
- Lebia tricolor Say, 1823
- Lebia trifasciata (Chaudoir, 1871)
- Lebia trigona Liebke, 1935
- Lebia trimaculata (Villers, 1789)
- Lebia trisignata Brulle, 1838
- Lebia tropica Liebke, 1934
- Lebia trullata Liebke, 1938
- Lebia truncatipennis Landin, 1955
- Lebia tsaritsa Basilewsky, 1948
- Lebia tschitscherini Lutshnik, 1922
- Lebia tuckeri (Casey, 1920)
- Lebia tuongensis Kirschenhofer, 2010
- Lebia turkestanica Jedlicka, 1966
- Lebia uelensis Burgeon, 1937
- Lebia umbrata Chaudoir, 1871
- Lebia umtalina Peringuey, 1904
- Lebia undulata Dejean, 1831
- Lebia unimaculata Motschulsky, 1864
- Lebia urania (Bates, 1883)
- Lebia vaciva Peringuey, 1899
- Lebia vadoni Alluaud, 1936
- Lebia vagans Peringuey, 1896
- Lebia variabilis (Castelnau, 1834)
- Lebia variegata Dejean, 1831
- Lebia venezolana Liebke, 1938
- Lebia venustula Dejean, 1831
- Lebia verisimilis Barker, 1919
- Lebia vianai Liebke, 1939
- Lebia vicina (Chaudoir, 1871)
- Lebia vilcanota Liebke, 1934
- Lebia violacea Chaudoir, 1871
- Lebia violata Jedlicka, 1963
- Lebia viridana Reitter, 1898
- Lebia viridella Lorenz, 1998
- Lebia viridicolor Lorenz, 1998
- Lebia viridipennis Dejean, 1826
- Lebia viridis Say, 1823
- Lebia viriditincta Basilewsky, 1962
- Lebia vittata (Fabricius, 1777)
- Lebia vittigera Dejean, 1831
- Lebia wagneri Liebke, 1935
- Lebia weigeli Baehr, 2005
- Lebia wittei Burgeon, 1937
- Lebia xanthogaster (Bates, 1883)
- Lebia xanthogona Bates, 1883
- Lebia xanthophaea Chaudoir, 1871
- Lebia xanthopleura Chaudoir, 1871
- Lebia x-nigrum Putzeys, 1846
- Lebia yoloensis (Bates, 1883)
- Lebia ytu Reichardt, 1972
- Lebia yucatana Chaudoir, 1871
- Lebia yunnana Jedlicka, 1933
- Lebia zaboli Jedlicka, 1968
- Lebia zanzibarica Chaudoir, 1878
- Lebia zeta Bates, 1883
- Lebia zhejiangensis Kirschenhofer, 2010
- Lebia zonata Chaudoir, 1850
- Lebia zuluensis Csiki, 1932